# Ålen
Pour les articles homonymes, voir Alen.
Ålen est une ville de Norvège, centre administratif de la municipalité de Holtålen dans le comté de Trøndelag. L'ancienne municipalité occupait la moitié sud-est de la municipalité actuelle de Holtålen.

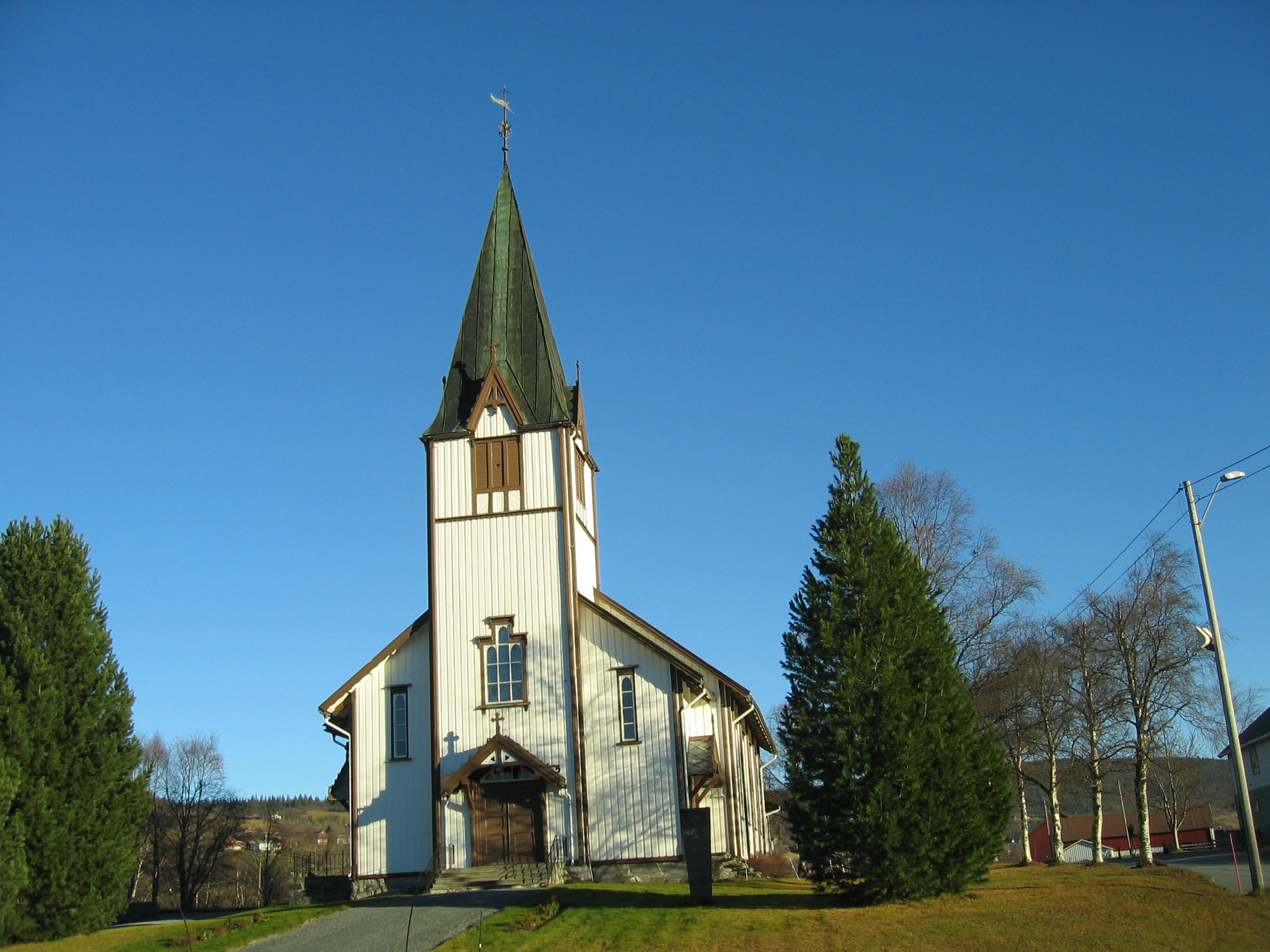
Église d'Ålen

## Géographie
La localité d'Ålen se situe sur les rives de la rivière Gaula, sur la ligne ferroviaire de Røros, à environ 15 km au sud-est du village de Haltdalen.

## Histoire
La municipalité (kommune) d'Ålen est créée en 1855, par démembrement la municipalité de Holtaalen. À l'époque, Ålen regroupait environ 1 487 habitants. Une zone inhabitée de la municipalité est transférée à Røros en 1875. La partie restant de Holtålen change son nom en Haltdalen en 1937. Le 1er janvier 1972, Ålen fusionne avec Haltdalen pour reconstituer l'ancienne municipalité de Holtålen. Juste avant la fusion, la population d'Ålen se montait à 1 944 habitants. Le 21 avril 1989, une petite portion de Røros est transférée à Holtålen.